# 大喜利2アウト
大喜利2アウト（おおぎりツーアウト）は、落語家の立川志ら門により、2020年7月6日からYouTubeで配信されている、落語家らによる大喜利番組。

## 概要と特徴
- 番組は、 立川志らく門下の立川志ら門が司会、企画・制作、プロデュース。自らが配信している。
- 落語立川流真打の立川こしらが2020年3月28日から始めた大喜利セーフ22の派生番組として、それまでOOGIRI22:22が配信していた月曜日の枠を譲り受ける形でスタートした。
- 他の大喜利セーフ22グループ番組と同様、落語家がそれぞれ自宅から番組に出演し、送金サービスpringや通販サイトを活用した『投げ銭システム』『番組スポンサー』により、コロナ禍による仕事の激減で困窮する落語家を支える存在となった。
- 生配信された番組は、立川志ら門が開くYouTubeチャンネル「立川志ら門チャンネル」にアーカイブされ、一大娯楽コンテンツを形成している。
- 新型コロナウイルス感染症が拡大した2020年3月から2022年1月まで続いた、大喜利セーフ22グループによる月曜から日曜までの日替わり連日配信で、1週も欠かすことなく月曜日に配信を継続している。
- 親番組ともいえる、大喜利セーフ22が2022年1月で配信を終えたが、立川志ら門は「100回配信までは続ける」と語っている。

### ストリームヤードによる制作
- 番組制作においては、Zoomを使用せず、自宅などから出演する演者の画像・音声をStreamYard（ストリームヤード）を使ってミックスする、大喜利セーフ22に連なる一連の関連番組とは異なる制作方法を追求。
- ツイッターライブによる同時配信などにも挑戦。
- 凝った演出を少々欲張り過ぎた感もあり、第1回配信は大混乱に陥り、「大喜利というより、司会にオペレーターに翻弄される志ら門の暴走を楽しむ配信」[1]と評された。

## 主な出演者
立川志ら門、立川志ら鈴、三遊亭楽八、桂優々、桂竹千代、旭堂鱗林、落語家らむ音、鈴々舎馬るこ、立川かしめ、瀧川鯉津、マゾちゃん、三遊亭遊七など